# Amt Brieskow-Finkenheerd
L'Amt Brieskow-Finkenheerd è una comunità amministrativa della Germania, nello stato del Brandeburgo. Comprende cinque comuni.

## Storia
L'Amt Brieskow-Finkenheerd venne istituito il 17 giugno 1992 con una delibera del Ministero dell'Interno del Brandeburgo, operativa dal successivo 23 giugno.

## Suddivisione
L'Amt Brieskow-Finkenheerd comprende i comuni di Brieskow-Finkenheerd (sede dell'ente), Groß Lindow, Vogelsang, Wiesenau e Ziltendorf.

## Amministrazione

### Gemellaggi
L'Amt Brieskow-Finkenheerd è gemellato con:
- Zbąszyń, dal 2004
- Cybinka, dal 2009

## Società

### Evoluzione demografica
- Sviluppo della popolazione dal 1875 entro gli attuali confini (Linea Blu: Popolazione; Linea puntata: Confronto dello sviluppo della popolazione dello stato del Brandenburgo; Sfondo grigio: Ai tempi del governo nazista; Sfondo rosso: Al tempo del governo comunista)
- Sviluppo recente della popolazione (Linea blu) e previsioni

| Anno | Abitanti |
| ---- | -------- |
| 1875 | 5 359    |
| 1890 | 5 868    |
| 1910 | 6 483    |
| 1925 | 7 419    |
| 1939 | 9 037    |
| 1950 | 10 098   |
| 1964 | 9 367    |

| Anno | Abitanti |
| ---- | -------- |
| 1971 | 9 112    |
| 1981 | 7 994    |
| 1985 | 7 570    |
| 1990 | 7 208    |
| 1995 | 7 449    |
| 2000 | 8 385    |
| 2005 | 8 421    |

| Anno | Abitanti |
| ---- | -------- |
| 2010 | 8 003    |
| 2015 | 7 629    |
| 2016 | 7 530    |
| 2017 | 7 443    |
| 2018 | 7 475    |
| 2019 | 7 488    |
| 2020 | 7 520    |

Fonti dei dati sono nel dettaglio nelle Wikimedia Commons..